# Ouzbékistan aux Jeux olympiques d'hiver de 1994
L'Ouzbékistan participe pour la première fois aux Jeux olympiques d'hiver en tant que nation indépendante. Sa délégation compte sept athlètes, dont trois hommes et quatre femmes. La skieuse acrobatique Lina Cheryazova apporte une médaille d'or à son pays dans l'épreuve du saut.

## Athlètes engagés

### Patinage artistique
L'Ouzbékistan engage quatre athlètes dans l'épreuve de danse sur glace. Aliki Sergaadu et Yuris Razgulyayev se classent 13e tandis que Dinara Nurdbayeva et Muslim Sattarov finissent au 21e rang.

### Ski acrobatique

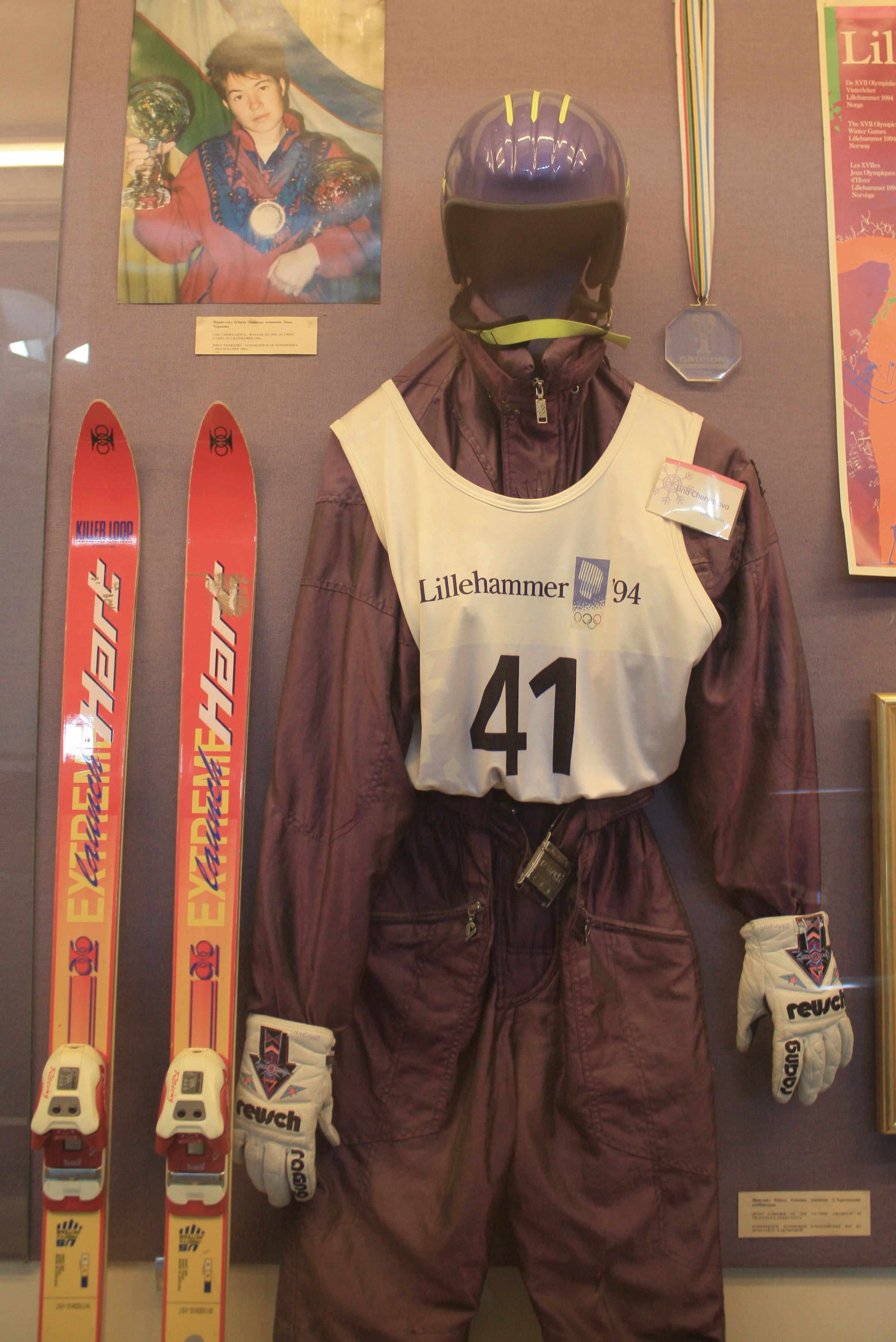
Tenue et skis de Lina Cheryazova lors des JO de 1994.

Trois skieurs acrobatique ouzbeks sont présents à Lillehammer. Lina Cheryazova remporte la médaille d'or dans l'épreuve du saut féminin, ce qui constitue la première médaille olympique de l'histoire pour l'Ouzbékistan. Sergey Brener, le porte-drapeau de la délégation, se classe quant à lui 19e du saut masculin. Larisa Udodova finit au 21e rang de l'épreuve féminine des bosses.